# Карабахское движение
Караба́хское движение (Арца́хское движение; арм. Արցախյան շարժում) — общественное движение в поддержку требования армянского населения НКАО о передаче области из состава Азербайджанской ССР в состав Армянской ССР (конец 1980-х - начало 1990-х гг.).

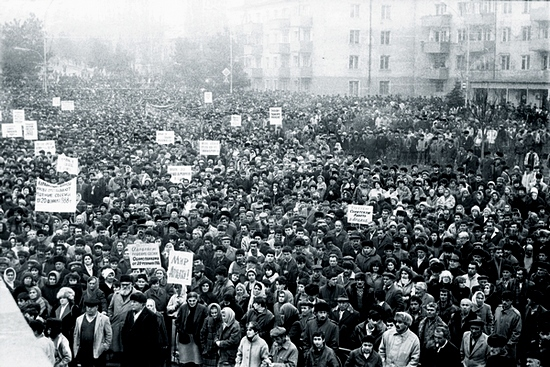
Первая крупная демонстрация Карабахских армян в Степанакерте 13 февраля 1988 года, первое массовое проявление Карабахского движения

## История
Ещё в 1987 году в Нагорном Карабахе и Армении был проведён массовый сбор подписей под требованием о передаче Нагорного Карабаха в состав Армянской ССР. 1 декабря делегация карабахских армян передала подписи, письма и требования в приёмную ЦК КПСС в Москве. Как утверждается в различных источниках, под обращением к советским властям было собрано 75 — 80 тыс. подписей. В январе 1988 года в Москву при содействии писателя Зория Балаяна и при активном участии Игоря Мурадяна направилась новая делегация карабахских армян, которая привезла с собой не только обращения карабахцев, но и 84 документа, касающихся истории, этнографии, экономики и культуры Нагорного Карабаха. Члены делегации встретились с заведующим приёмной ЦК КПСС А. Кригиным, кандидатом в члены Политбюро ЦК КПСС П. Н. Демичевым, заведующим подотделом межнациональных отношений ЦК КПСС В. А. Михайловым. Ещё одна делегация из Карабаха в начале февраля 1988 года вновь встречалась в Москве с В. А. Михайловым, а затем — с министром иностранных дел СССР А. А. Громыко. Как утверждает Ч. А. Султанов, в январе 1988 года в НКАО распространялись листовки следующего содержания:

«Настало время для проведения на ведущих предприятиях, в колхозах и совхозах области общих партийных, профсоюзных и комсомольских собраний, в повестку дня которых должен быть включен вопрос о воссоединении Карабаха с Матерью-Родиной. Дух гласности и демократии должен стать импульсом для открытого и откровенного обсуждения этого вопроса. Выписки из резолюций этих собраний, заверенные соответствующими печатями, необходимо отправлять в ЦК КПСС».

13 февраля 1988 года в Степанакерте был организован массовый митинг (одним из организаторов был Игорь Мурадян). Цель митинга — «требование о воссоединении НКАО с Арменией». На следующий день поэтесса Сильва Капутикян выступила в поддержку карабахских армян на заседании Союза писателей Армении — одной из наиболее влиятельных общественных организаций республики. С 16 февраля до 2 марта митинг на центральной площади Степанакерта практически не прекращался.
20 февраля в Степанакерте на внеочередной сессии Совета народных депутатов Нагорно-Карабахской автономной области было принято решение «О ходатайстве перед Верховными Советами Азербайджанской ССР и Армянской ССР о передаче НКАО из состава Азербайджанской ССР в состав Армянской ССР». В этот же день в Ереване прошёл первый митинг в поддержку ходатайства.
24 февраля первый секретарь Нагорно-Карабахского обкома партии Б. Кеворкян выступавший против выхода НКАО из состава Азербайджана был освобождён от своих обязанностей. Его преемником стал Г. Погосян, сразу же заявивший: мы будем добиваться самостоятельности.
После принятия Советом Нагорно-Карабахской АО решения о выходе из состава Азербайджана атмосфера накалилась в Баку. Ситуация обострилась после того, как, согласно анонимным интервью Де Ваала из Кафанского района Армении сюда хлынул поток беженцев, многие из которых поселились у своих бакинских родственников. О жертвах ничего не сообщалось, но у многих беженцев были следы от побоев.
Азербайджанские беженцы из Армении были размещены также в двух деревнях Фатмаи и Сараи, в пригороде Сумгаита Азербайджанской ССР. 27-29 февраля в г. Сумгаит прошли армянские погромы.
1 марта в Степанакерте была создана общественно-политическая организация армян — комитет «Крунк» («Журавль»), который возглавил директор Степанакертского комбината стройматериалов Аркадий Манучаров. «Идеологической секцией» комитета руководил Роберт Кочарян, секретарь парткома Степанакертской шелкопрядильной фабрики. Размик Петросян, директор Степанакертского стадиона им. Шаумяна, занимался организацией народных дружин (впоследствии он стал первым начальником штаба добровольческих отрядов самообороны Карабаха).
Заявленными целями комитета «Крунк» являлись изучение истории региона, его связей с Арменией, восстановление памятников старины. На деле комитет взял на себя функции организатора массовых протестов. Как отмечает в своей книге Том де Ваал, «„Крунк“ был первой организацией в Советском Союзе эпохи Горбачева, которая начала использовать стачки в качестве политического оружия». По данным Ч. А. Султанова, в течение 1988 года к забастовкам прибегали не раз. Самыми длительными периодами забастовочного движения стали 24 марта — 5 апреля, 23 мая — 24 июля, 12 сентября — 9 октября, 14 ноября — 7 декабря. 24 марта постановлением Верховного Совета АзССР комитет был распущен, но фактически продолжил свою деятельность. 8 мая в связи с запретом на деятельность комитета «Крунк» было решено воссоздать Совет директоров, который руководил национальным движением карабахских армян до конца 1991 года, когда были проведены выборы в Верховный Совет НКР. Через какое-то время руководство АзССР объявило «Крунк» «верхушкой коррумпированных кланов», а Аркадий Манучаров был арестован Прокуратурой СССР по обвинению в хищениях в особо крупных размерах и провёл в тюрьме под следствием более полутора лет.
Тем временем в соседней Армении разрасталось движение поддержки армянского населения НКАО. В Ереване был создан Организационный комитет воссоединения «Карабах», лидеры которого призывали к усилению давления на государственные органы с целью добиться передачи НКАО Армении. Именно комитет «Карабах» впоследствии стал неофициальным выразителем общественных настроений в республике и к концу года, по выражению Тома де Ваала, «почти полностью затмил коммунистическую партию». Тем не менее, по свидетельству С. М. Маркедонова, митинги в Ереване и других городах Армении, начавшиеся в феврале 1988 г., проходили под портретами Ленина и Горбачёва, с лозунгами «Ленин — партия — Горбачев», «За перестройку, демократизацию, гласность». Выступающие апеллировали к ленинским принципам национальной политики — праву наций на самоопределение. Митинги проходили на Театральной площади в центре Еревана, перед зданием оперного театра. Как пишет Том де Ваал, 20 февраля, незадолго до открытия в Степанакерте сессии областного совета, на площади собралась тридцатитысячная толпа. С каждым днём количество участников митинга увеличивалось. 25 — 26 февраля в ереванском митинге участвовало уже до 1 млн чел., что, по словам С. М. Маркедонова, продемонстрировало наличие консенсуса в армянском обществе по вопросу о будущем Нагорного Карабаха.
26 февраля генеральный секретарь ЦК КПСС Горбачёв принял в Кремле Зория Балаяна и Сильву Капутикян. По словам Шахназарова, Горбачёв охарактеризовал то, что происходит вокруг Карабаха, как «удар нам в спину. С трудом приходится сдерживать азербайджанцев, а главное — создается опасный прецедент. В стране несколько десятков потенциальных очагов противостояния на этнической почве, и пример Карабаха может толкнуть на безрассудство тех, кто пока не рискует прибегать к насильственным средствам». Горбачёв отверг идею передачи Нагорного Карабаха Армении, но пообещал провести в регионе реформы в области культуры и экономики. Со своей стороны, Балаян и Капутикян согласились обратиться к людям на Театральной площади с призывом приостановить демонстрации на месяц.
В тот же день в Ереване был оглашён текст Обращения М. С. Горбачева «К трудящимся, к народам Армении и Азербайджана», в котором содержался призыв «проявить гражданскую зрелость и выдержку, вернуться к нормальной жизни и работе, соблюдать общественный порядок». После оглашения обращения участники митинга в Ереване приняли решение прекратить массовые акции и «ударным трудом в субботние и воскресные дни наверстать упущенное».
Тем временем атмосфера в самом Нагорном Карабахе была отнюдь не мирной. Вот как впоследствии описывал обстановку в Степанакерте зам. зав. отделом ЦК КПСС Карен Брутенц, прибывший сюда 27 февраля с группой ответственных работников центральных органов по поручению Горбачёва:

«Беседы проходили в „тени“ шумевшего за окнами непрерывного митинга, который резонировал возбуждение. Чувствовалась неплохая организация — в ритме митинга, в регулярном подвозе продовольствия, запрете продавать спиртное (хотя по чьей-то инициативе дважды попытались завезти его в город), в отсутствии правонарушений, наконец, в ночных „дежурствах“ у обкома. Это явно было делом рук „инициативных групп“, в которых выделились свои лидеры…»

Сумгаитские события, по свидетельству С. М. Маркедонова, «радикально изменили умонастроения жителей Армении…, вызвали кризис доверия к центральной власти. В требованиях и лозунгах армянских объединений стали звучать критические по отношению к КПСС мотивы». 3 марта комитет «Карабах» выступил с обращением к ООН, парламентам и правительствам всех стран, Всемирному Совету церквей, Социнтерну, коммунистическим и рабочим партиям, Международному красному кресту, в котором обвинил «руководство Советского Азербайджана, ряд ответственных работников ЦК КПСС в преступлении против армянского народа».
21 марта состоялось заседание Политбюро ЦК КПСС, на котором, в частности, обсуждался вопрос о мерах противодействия нарастающему национально-демократическому движению в Армении — и в первую очередь, деятельности комитета «Карабах». В газете «Правда» была опубликована обширная статья под заглавием «Эмоции и разум», в которой события, происходящие в Армении и Азербайджане, были представлены как результат происков безответственных экстремистов, разжигающих страсти и толкающих людей на нарушения общественного порядка. 23 марта в Степанакерте в связи с этой публикацией началась многодневная забастовка, завершившаяся 5 апреля. 24 марта Президиум ВС АзССР принял постановление, которым, в частности, распускалось общество «Крунк» и его руководящие органы, запрещалось проведение несанкционированных собраний и т. д.
21 марта в письме Горбачёву требования армян Карабаха о вхождении в состав Армении поддержал известный правозащитник академик А. Д. Сахаров.
В мае 1988 года произошли изменения в составе комитета «Карабах», которые привели к радикальному изменению его деятельности как лидера массового оппозиционного национально-демократического движения. Из состава комитета были выведены два представителя карабахских армян и члена КПСС, бывшие лидеры «Карабаха» Игорь Мурадян и Зорий Балаян. Новый «Карабах» полностью состоял из представителей ереванской интеллигенции, в большинстве своём видных научных деятелей. Как пишет Том де Ваал, «хотя новые лидеры всё ещё называли себя „Комитетом Карабах“, сфера их политических интересов простиралась далеко за пределы Карабаха. Они все принадлежали к поколению, важным фактором формирования которого стали ереванские националистические демонстрации 1965—1967 годов. В результате этих выступлений в городе был открыт мемориал с вечным огнём в память о жертвах геноцида 1915 года, а день 24 апреля был объявлен в Армении Днем Геноцида. Они явились носителями идеи „армянского суда“, или „Ай дата“: давней мечты о сплочении всех армян мира, от Бейрута до Лос-Анджелеса, вокруг общих националистических целей».
Комитет «Карабах» впоследствии возглавил Армянское общенациональное движение (АОД) за воссоединение Нагорного Карабаха с Арменией. Против членов комитета «Карабах» Прокуратурой СССР также предпринимались репрессивные меры, вплоть до ареста и содержания около полугода (декабрь 1988 — май 1989) под следствием по обвинению в организации массовых действий, нарушающих общественный порядок, в неисполнении указа о порядке проведения митингов и демонстраций, в разжигании национальной розни.
В августе 1990 года представители АОД во главе с Левоном Тер-Петросяном победили на выборах в Верховный Совет Армении, многие члены комитета «Карабах» стали министрами и государственными деятелями. По мнению Тома де Ваала, своей победой на выборах комитет был обязан в основном организаторским способностям неформальных лидеров — Вазгена Манукяна и Левона Тер-Петросяна. Для математика Манукяна карабахский вопрос был лишь средством пробуждения армян от летаргии при советском режиме и прочие политические цели были второстепенными: «В Армении доминирующей проблемой всегда был национальный вопрос… Стремление к демократии само по себе не могло породить такую волну. В Армении эта волна была вызвана карабахской проблемой». Левон Тер-Петросян, главный стратег Комитета, сын одного из основателей Сирийской коммунистической партии и специалист по древнесемитским языкам, в своём интервью Тому де Ваалу заявлял: «Члены первого „Комитета Карабах“ — Игорь Мурадян, Зорий Балаян, Сильва Капутикян и другие — думали только о Карабахе. Для них вопросы демократии или независимости Армении просто не существовали. И это послужило причиной раскола. Почувствовав, что мы начинаем представлять опасность для советской системы, они отступили. И произошла естественная перемена. Они считали, что карабахский вопрос должен быть разрешен в рамках советской системы. Мы же пришли к пониманию того факта, что эта система никогда бы не разрешила карабахский вопрос, и что требуется как раз обратное: для решения проблемы Карабаха необходимо было сменить систему».

## Участники движения
- Агабекян, Артур Александрович
- Айрапетян, Тигран Суренович
- Акопян, Алексан Акопович
- Амбарцумян, Виктор Амазаспович
- Амбарцумян, Сергей Александрович
- Бабаян, Самвел Андраникович
- Баласанян, Виталий Микаелович
- Балаян, Зорий Айкович
- Баяндур, Анаит Сергеевна
- Гукасян, Аркадий Аршавирович
- Зейналян, Артак Айказович
- Ишханян, Рафаел Аветисович
- Капутикян, Сильва Барунаковна
- Карапетян, Аркадий Мурадович
- Кочарян, Роберт Седракович
- Манукян, Вазген Микаэлович
- Манучаров, Аркадий Манвелович[15]
- Манучарян, Ашот Гарникович
- Мхитарян, Армен Ашотович
- Нагапетян, Корюн Григорьевич
- Петросян, Леонард Георгиевич
- Петросян, Размик Аршакович
- Саркисян, Серж Азатович
- Сефилян, Жирайр
- Тер-Петросян, Левон Акопович
- Тер-Тадевосян, Аркадий Иванович
- Шахназарян, Давид Гургенович

## Члены комитета «Карабах»
- Акопян Алексан Акопович (1955 г. рожд.), кандидат исторических наук, автор 30 научных статей и трудов. Место работы до ареста — старший научный сотрудник Института востоковедения АН Армянской ССР.
- Аракцян (Араркцян) Бабкен Гургенович (1944 г. рожд.), кандидат физико-математических наук, зав. кафедрой прикладной математики госуниверситета, доцент.
- Варданян Давид Манукович (1950 г. рожд.), кандидат физико-математических наук, старший научный сотрудник на кафедре физики твердого тела госуниверситета.
- Галстян Амбарцум Пайлакович (1950 г. рожд.), кандидат исторических наук, научный консультант кооператива «Сервис» г. Еревана.
- Геворкян Самвел Владимирович (1949 г. рожд.), член Союза журналистов СССР, зав. отделом Гостелерадио Армении.
- Казарян Рафаэль Аветисович (1924 г. рожд.), доктор технических наук, член-корреспондент АН Армянской ССР, зав. отделом квантовой электроники при АН Армянской ССР, ветеран войны.
- Казарян Самсон Сергеевич (1953 г. рожд.), учитель средней школы № 183, внештатный сотрудник газеты «Авангард».
- Манукян Вазген Микаэлович (1946 г. рожд.), кандидат физико-математических наук, доцент кафедры цифрового анализа госуниверситета.
- Манучарян Ашот Гарникович (1954 г. рожд.), зав. учебной частью средней школы № 183, депутат Верховного Совета Армянской ССР.
- Сирадегян Ваник Смбатович (1946 г. рожд.), писатель, член Союза писателей СССР.
- Тер-Петросян Левон Акопович (1945 г. рожд.), доктор филологических наук, старший научный сотрудник Института древних рукописей (Матенадаран) при Совете Министров Армянской ССР[16]

Вместе с ними были арестованы ещё три активиста движения за воссоединение НКАО и Армении: 
- Манучаров Аркадий Манвелович (1931-2008), директор комбината строительных материалов НКАО, кавалер орденов Дружбы народов и «Знак почета», изобретатель, являлся членом комитета «Крунк» в Карабахе.
- Мурадян Игорь Маратович (1957 г. рожд.), кандидат экономических наук, старший научный сотрудник НИИ планирования и экономики Госплана Армянской ССР.
- Стамбулцян Хачик Варданович (1940 г. рожд.), председатель республиканского общества «Милосердие», депутат Верховного Совета Армянской ССР.